# Imago
Imago (lat. "billede, afbillede"; plur. imagines) er betegnelse for et fuldvoksent eller færdigudviklet, kønsmodent individ.[kilde mangler] Det bruges især om leddyr i deres sidste stadium.
Leddyr har et ydre hudskelet, som "bærer" eller holder de indre organer på plads. De mangler et skelet, som det kendes hos hvirveldyr. Den ydre hud (hudskelettet) må skiftes, for at leddyr skal kunne vokse. Under udviklingen fra æg til voksen er der mange hudskifter, kaldet stadier. Et leddyr er imago, når det i sit sidste stadium er voksent og kønsmodent.

| Dyr | Spire Denne artikel om dyr er en spire som bør udbygges. Du er velkommen til at hjælpe Wikipedia ved at udvide den. |